# Un buda
Un buda es una película argentina de 2005 escrita y dirigida por Diego Rafecas y protagonizada por Agustín Markert, Carolina Fal y Rafecas. Fue estrenada el 14 de julio de 2005.

## Sinopsis
Un joven lucha por evadir y posponer sistemáticamente su particular y profunda necesidad espiritual, el desesperado anhelo por saber quién es él. La pérdida, el desengaño y la tragedia, lo llevan irremediablemente a adentrarse en el abismo de prácticas ascéticas, abandonando completamente su vida, su entorno, su alimentación, y sacudiendo profundamente el mundo de las personas que lo rodean.

## Reparto
- Agustín Markert como Tomás
- Carolina Fal como Laura
- Diego Rafecas como Rafael
- Julieta Cardinali como Sol
- Tina Serrano como Lucy
- Vera Carnevale como Laila
- Nelly Prince como Lela
- Boy Olmi como Papá
- Paula Siero como Mamá
- Luis Ziembrowski como Rata
- Juan Manuel Tenuta como Juan
- Toshiro Yamauchi como Maestro
- Iván De Pineda como Carlos
- Paula Montero como Secretaría
- Fabián Bril como Claudio
- Ian Rafecas como Tomás niño
- Shahir Jaller como Tomás niño
- Juan Fessler como Monje Bs.As.
- Horacio Tomasello como Monje templo

## Banda sonora
La banda sonora original contó con la participación de Pedro Aznar.

### Lista de canciones
1. “Jaya Bhagavan” - Krishna Das.
2. “Cielos azules (Rock)” - Herman Vinson.
3. “In-Do” - Diego Vainer.
4. “Meditación (Instrumental)” - Pedro Aznar
5. “Joya tu corazón” - Pedro Aznar
6. “Ceremonia” - Diego Vainer
7. “Naturaleza” - Sebastian Cantoni
8. “Cielos azules” - Herman Vinson
9. “Sutra (Sutra de la gran sabiduría)” - Maka Hannya Haramita Shingyo
10. “Modas y movidas” - Sebastian Cantoni
11. “Ce sentiment de liberté” - Kosen Thibaut
12. “Cielos azules (Calipso)” - Herman Vinson
13. “Un buda” - Pedro Aznar